# Beredningen för internationellt tekniskt-ekonomiskt samarbete
Beredningen för internationellt tekniskt-ekonomiskt samarbete (BITS) var en statlig biståndsmyndighet som 1995 uppgick i det då nybildade Sida.
BITS syfte var att främja tekniskt samarbete och ekonomisk och social utveckling i av UD anvisade låg- och medelinkomstländer.  BITS verksamhet omfattade projekt och insatser inom områden där Sverige hade kompetens, kunskap och teknologi, och den bärande idén var att samarbetsländerna skulle få tillgång till denna erfarenhet inom områden som var av specifikt intresse för dem. 
De biståndsmetoder som användes var främst krediter, internationella kurser och KTS (kontraktsfinansierat tekniskt samarbete). 
KTS som samarbetsform utformades för att möta efterfrågan på svenska kunskaper och erfarenheter i länder där Sverige annars inte bedrev långsiktigt utvecklingsarbete, såsom exempelvis i medelinkomstländer.  Målet med KTS är att ”främja kapacitetsutveckling i samarbetsländerna samt utifrån svenska erfarenheter förmedla kunskap inom områden som är av strategisk betydelse för samarbetsländernas utveckling”.  Metoden kräver kostnadsdelning och att mottagarparten tar en ledande roll, samt att samtliga projektförslag skall ha ett tydligt fattigdomsperspektiv.  
Den nya formen av u-krediter som tillkom i slutet på 1970-talet sökte kombinera inhemska intressen, såsom att stärka svensk industris konkurrenskraft, med biståndspolitiska intressen.  Syftet med u-krediter var flerfaldigt, dels sågs de som ett sätt att skapa utvecklingssamarbete med länder som inte tillhörde de fattigaste länderna; dels såg man dem som en möjlighet att mobilisera nytt kapital för investeringar i dessa länder; och dels fungerade u-krediterna som ett sätt att starkare engagera näringslivet i biståndet.  U-krediterna kom att administreras av BITS och blev således en skild verksamhet från biståndet i övrigt (som sköttes av SIDA). U-krediterna blev ett sätt för svenska företag att etablera sig, eller stärka sina positioner, på ett antal viktiga, växande marknader, såsom exempelvis Kina.